# نادي عكاظ
نادي عكاظ نادي رياضي ثقافي اجتماعي تأسس عام 1968 في مدينة الطائف. ينافس فريق كرة القدم في النادي في الدوري السعودي الدرجة الرابعة.